# Liacarus columbianus
Liacarus columbianus är en kvalsterart som beskrevs av Berlese 1908. Liacarus columbianus ingår i släktet Liacarus och familjen Liacaridae. Inga underarter finns listade i Catalogue of Life.